# Пикалове
Пикалове (рос. Пыкалово; рум. Pîcalova) — село в Рибницькому районі в Молдові (Придністров'ї). Входить до складу Андріївської сільської ради.
Згідно з переписом населення 2004 року у селі проживало 96,0% українців.